# Léon Levavasseur
Léon Levavasseur (8 de enero de 1863 – 26 de febrero de 1922) fue un ingeniero francés, diseñador de aviones y el inventor. Sus innovaciones incluyen el motor V8, de inyección de combustible, y evaporativos de refrigeración del motor. Asociados principalmente con el Antonieta de la empresa, él siguió experimentando con el diseño de los aviones después de que la compañía entró en bancarrota.
- Datos: Q457681
- Multimedia: Antoinette (manufacturer) / Q457681